# Marc Mézard
Marc Mézard (29 d'agost de 1957, Aurillac) és un físic francès, especialista en física estadística. El 19 d'abril del 2012 esdevingué director de l'École Normale Supérieure. Després d'una classe de matemàtiques especials al Liceu Louis-le-Grand, rebé el 1976 les oposicions d'entrada a l'École polytechnique i a l'École Normale Supérieure. Presentà el 1978 una tesi sobre física atòmica, i el 1980 rebé la càtedra de ciències físiques. Després de la seva tesi de tercer cicle entrà al CNRS el 1984.